# Столова гора (ПАР)
Столова гора (нама: Huri ‡oaxa,  гора, що здійнялась з моря; англ. Table Mountain, афр. Tafelberg) — гора з пласкою вершиною на південному березі Столової бухти біля південноафриканського міста Кейптаун. Обривається до мису Доброї Надії. Висота 1 086 метрів.
Складена пісковиками. Схили круті, вкриті верещатниками і заростями жорстколистних вічнозелених чагарників.
Гора є відомою туристичною пам'яткою, до вершини гори можна дістатися канатною дорогою. Гора є частиною Національного парку Столова гора.

## Характеристика
Столова гора займає площу близько 6500 га (65 км²), з яких вершина має площу близько 3 км². Найвища точка — купа каменів, нагромаджений Томасом Маклієром в 1865 році для вимірювань тріангуляції. Він розташований на висоті 1086 м над рівнем моря. З обох боків гора має геологічні особливості: зі сходу — пік Диявола, а на заході - Леонс-Гед. Вершина Столової гори часто покрита хмарами.

## Геологія
Верхня частина Столової гори складена з ордовицьких пісковиків,. Під пісковиком розташовано шар слюдяного сланцю. База складається з докембрійських сланців Мальмесбері.

## Флора
Основна рослинна формація Столової гори — фінбош, Капського флористичного царства і має високу різноманітність флори, більшість з якої є рідкісною і ендемічною, провідні представники — protea, erica, restio і Asteraceae. Основними типами місцевої рослинності є Капський пісковиковий фінбош та Капський гранітний фінбош, обидва з яких знаходяться під загрозою зникнення і є ендемічним для Кейптауна 
Крім того, деякі ділянки парку займають первинні гірські африканські ліси.
Один з ендемиків — Leucadendron argenteum, популярний культурний вид, який зустрічається в дикій природі тільки на схилах Лайонс-Гед та Кірстенбош.).
Парк знаходиться в самому центрі Капського флористичного царства, і є гарячою точкою біорізноманіття і розглядається ботаніками як ботанічна аномалія Фактично, у національному парку Столова гора є більше видів рослин (понад двох тисяч), ніж існує в усій Великій Британії. Значна частина унікальної флори в районі навколо парку знищена через сільське господарство та розбудову міст.
Корінні види також знаходяться під загрозою інвазивних рослин, таких як Acacia cyclops, трьох видів Hakea, та інвазивних сосен, які також були посаджені на промислових плантаціях на схилах гори.

## Фауна
Великі хижаки, які історично населяли цю місцевість — капський лев, леопард, гієна плямиста, шакал чепрачний та великі травоїдні тварини — слон, чорний носоріг, куду великий, канна звичайна, зебра гірська, бубал біломордий, хоча останні три види були знову введені, — знищені європейськими поселенцями.
У парку зустрічаються дрібні ссавці: каракал, даман капський і різноманітні дрібні антилопи, такі як Raphicerus melanotis і особливо нещодавно відновлений Oreotragus oreotragus.
Популяція іновазівного гімалайського тара виникла з пари, яка втікла з нині неіснуючого зоологічного саду Groot Schuur Estate біля піку Дияволу в 1935 році. Станом на 2006 рік практично всі тари були прибрані зі Столової гори, таким чином очищаючи шлях для — введення Oreotragus oreotragus, з якими тахр би конкурувавҐ Проте все ще дуже ймовірно, що деякі особини вижили.
Павіан ведмежий населяє південні частини парку. Вони дуже помітні і популярні у туристів, але бувають небезпечними, коли вони звикають до людей і починають асоціювати їх з безкоштовним харчуванням.
Рідкісний ендемічний вид земноводних що зустрічається тільки на Столовій горі — Heleophryne rosei.

## Канатна дорога

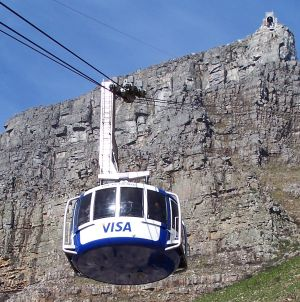
Канатна дорога на Столову гору

Канатна дорога на Столову гору доставляє пасажирів з нижньої станції Тафельберг-роуд, розташованої на висоті 302 м над рівнем моря, до вершини гори. З верхньої станції канатної дороги відкривається вид на Кейптаун, Столову затоку, острів Роббен і Атлантику.
Будівництво канатної дороги розпочалося в 1926 році. Офіційне відкриття відбулося в 1929 році. В 1997 році канатна дорога була значно модернізована. Введено нові вагони, що перевозять 65 пасажирів, замість - історичних що перевозили 25 пасажирів. На верхній станції є сувенірні магазини та ресторани. Є також туристичні маршрути різної довжини.